# Dawid Ringel
Dawid Ringel (ur. 1920 w Przemyślu, zm. 2013 we Wrocławiu) – działacz społeczności żydowskiej w Polsce, chazan, były przewodniczący Gminy Wyznaniowej Żydowskiej we Wrocławiu.

## Życiorys
Urodził się w rodzinie żydowskiej w Przemyślu.
W czasie Holocaustu był więźniem Obozu Janowskiego we Lwowie. Później został ukryty w mieszkaniu Antoniny Hernik, która za swą postawę otrzymała medal Sprawiedliwy wśród Narodów Świata. Po zakończeniu II wojny światowej wyjechał do Wrocławia. Trudnił się kaletnictwem.
Działał na rzecz odrodzenia społeczności żydowskiej w Polsce. W latach 1994−1999 pełnił funkcję przewodniczącego Gminy Wyznaniowej Żydowskiej we Wrocławiu, a w latach 1999−2003 zasiadał w zarządzie Związku Gmin Wyznaniowych Żydowskich w RP. Przez wiele lat był chazanem we wrocławskiej Synagodze pod Białym Bocianem.
Zmarł w maju 2013. Został pochowany na Nowym Cmentarzu Żydowskim we Wrocławiu.